# 15 juni
15 juni is de 166ste dag van het jaar (167ste dag in een schrikkeljaar) in de gregoriaanse kalender. Hierna volgen nog 199 dagen tot het einde van het jaar.

## Gebeurtenissen
- AlgemeenUlrike Meinhof

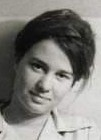
Ulrike Meinhof

  - 1877 - Henry Ossian Flipper studeert als eerste zwarte Amerikaan af aan de militaire academie van de Verenigde Staten.
  - 1904 - Het stoomschip de General Slocum vat vlam in de haven van New York. Meer dan 1000 personen, voornamelijk vrouwen en kinderen uit de wijk Little Germany, laten het leven.
  - 1906 - Aanvaring tussen twee schepen nabij Den Helder, 11 doden.[1]
  - 1914 - In Durrës (Albanië) sneuvelt de Nederlandse majoor Lodewijk Thomson tijdens een vredesmissie.
  - 1940 - Sovjet-troepen vallen Litouwen binnen.
  - 1944 - De Verenigde Staten landen op Saipan.
  - 1950 - Opening Tentoonstelling Rotterdam Ahoy.
  - 1972 - De 37-jarige Ulrike Meinhof, kopstuk van de Baader-Meinhof-groep, wordt aangehouden in Hannover, samen met de 27-jarige onderwijzer Gerhard Müller.
  - 1979 - Oprichting van de Reguliere Grootloge van België.
  - 1991 - De vulkaan Pinatubo barst uit. Het is wereldwijd de grootste uitbarsting sinds 1912; de VS verlaten daardoor hun militaire bases in de regio.
  - 1992 - De Amerikaanse vicepresident Dan Quayle wordt mikpunt van spot als hij bij een bezoek aan een lagere school beweert dat 'potatoe' de juiste spelling is.
  - 1994 - Radovan Karadžić, de leider van de Bosnische Serviërs, neemt in Moskou een literaire prijs van de Russische Schrijversbond in ontvangst voor een bundel gedichten die "een belangrijke bijdrage aan de Slavische cultuur" vormen.

- Infrastructuur
  - 2009 - Ingebruikname van de HSL 4 door de IR-trein tussen station Antwerpen-Centraal en station Noorderkempen (in Brecht). Deze verbinding wordt gereden door een speciale treinsamenstelling, nl. een HLE 13-locomotief in het midden en een M6-stuurstandrijtuig aan elk uiteinde.

- Muziek
  - 1956 - John Lennon en Paul McCartney ontmoeten elkaar voor het eerst.
  - 1965 - Bob Dylan neemt "Like a Rolling Stone" op.
  - 2019 - Dirigent Bernard Haitink leidt zijn laatste concert in Nederland. Met het Radio Filharmonisch Orkest speelt hij in het Concertgebouw de zevende symfonie van Anton Bruckner.

- Oorlog
  - 923 - Slag bij Soissons: Koning Robert I sneuvelt tijdens de veldslag bij Soissons. Zijn rivaal, koning Karel de Eenvoudige wordt verslagen en gevangengenomen.
  - 1219 - Koning Waldemar II van Denemarken verslaat de Esten bij de Slag bij Lyndanisse.
  - 1994 - In de moslimenclave Bihać in het noordwesten van Bosnië-Herzegovina laait de strijd op tussen het regeringsleger, trouw aan het gezag in Sarajevo, en de 'autonomisten', oftewel aanhangers van moslimrebel Fikret Abdić.
  - 2007 - Begin van de vijfdaagse slag bij Chora in Afghanistan.

- PolitiekGeorge Pompidou

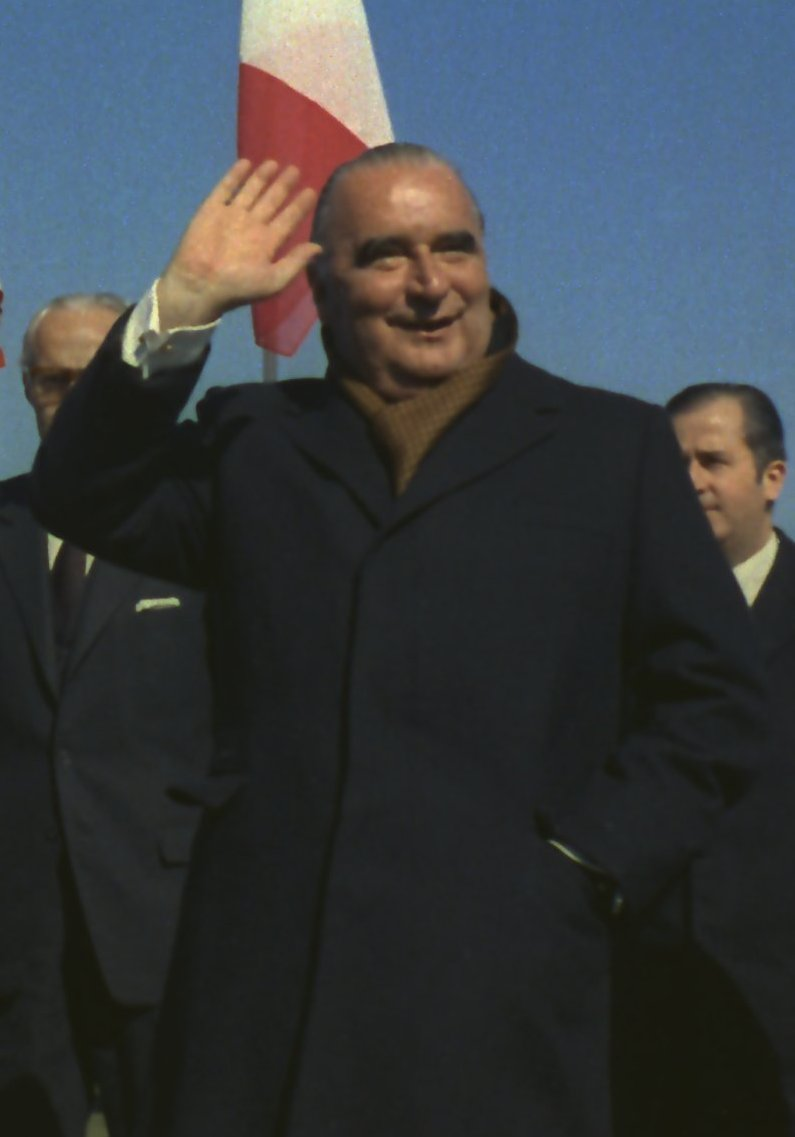
George Pompidou

  - 844 - Lodewijk II wordt in Rome door paus Sergius II gekroond tot koning van Italië.
  - 991 - Keizerin Theophanu overlijdt op het Valkhof in Nijmegen. Als regentes voor de nog minderjarige keizer Otto III wordt ze opgevolgd door Adelheid.
  - 1215 - De Engelse koning Jan zonder Land bezegelt te Runnymede het document dat nu bekendstaat als Magna Carta.
  - 1580 - Filips II van Spanje laat Willem van Oranje vogelvrij verklaren.
  - 1831 - De Franse wiskundige Évariste Galois wordt voor de rechtbank voorgeleid wegens het bedreigen van koning Lodewijk Filips van Frankrijk.
  - 1836 - Arkansas wordt de 25ste staat van de Verenigde Staten van Amerika.[2]
  - 1888- De regeerperiode van de Duitse keizer Wilhelm II begint.
  - 1961 - DDR-leider Walter Ulbricht verklaart 'Niemand is van plan een muur te bouwen'.
  - 1969 - Georges Pompidou wordt gekozen tot president van Frankrijk.
  - 1977 - Spanje houdt de eerste vrije parlementsverkiezingen na ruim veertig jaar Franco-bewind.
  - 1977 - Wim Polak volgt Ivo Samkalden op als burgemeester van de gemeente Amsterdam.
  - 1994 - Guillermo Ossandon, de leider van de guerrillabeweging Lautaro, wordt in Chili gearresteerd.
  - 2008 - Kosovo heeft voor het eerst in zijn geschiedenis een eigen grondwet. President Fatmir Sejdiu stelt de grondwet officieel in werking.
  - 2010 - Brits premier David Cameron biedt excuses aan voor het doodschieten van veertien burgers door het Britse leger op Bloody Sunday in 1972.

- Recreatie
  - 1989 - In Bobbejaanland wordt de attractie Revolution geopend.
  - 1990 - In de Efteling wordt de attractie Volk van Laaf geopend.

- Religie
  - 653 - Paus Martinus I wordt gearresteerd.
  - 1520 - Maarten Luther wordt door Paus Leo X geëxcommuniceerd.
  - 1891 - Verheffing van de Apostolische Vicariaten Noord-, Centraal- en Zuid-Japan tot het Aartsbisdom Tokio en de bisdommen Osaka en Nagasaki.
  - 2006 - Zaligverklaring van de Nederlandse missionaris Eustachius van Lieshout (1890-1943) in Belo Horizonte in Brazilië.

- Sport
  - 1906 - In de Chileense stad Concepción wordt de voetbalclub Club Deportivo Arturo Fernández Vial opgericht.
  - 1912 - Oprichting van de Poolse voetbalclub Warta Poznań.
  - 1933 - Oprichting van de Chileense voetbalclub Club Deportivo Social y Cultural Iberia, kortweg Iberia.
  - 1954 - De UEFA (Union of European Football Associations) wordt opgericht in Bazel.
  - 1969 - Romuald Klim scherpt in Boedapest het wereldrecord kogelslingeren (73,76 meter) van Gyula Zsivótzky aan tot 74,52 meter.

- Wetenschap en technologie
  - 1502 - Christoffel Columbus ontdekt met zijn bemanning als eerste Europeaan het eiland Martinique.
  - 1667 - Jean Baptiste Denis voert de eerste bloedtransfusie bij een mens uit.
  - 1752 - Benjamin Franklin vindt de bliksemafleider uit bij het oplaten van een vlieger.
  - 1844 - Aan Charles Goodyear wordt een octrooi verleend voor het vulkaniseren van rubber.
  - 1869 - John Wesley Hyatt Jr. en zijn broer Isaiah vinden celluloid uit
  - 1911 - De Tabulating Machine Corporation, de Computing Scale Corporation en de International Time Recording Company gaan verder als Tabulating Computing Recording Corporation (tegenwoordig IBM).
  - 1919 - John Alcock en Arthur Whitton-Brown vliegen non-stop van Newfoundland over de Atlantische Oceaan naar Ierland.
  - 1956 - Technische Universiteit Eindhoven opgericht.
  - 1978 - De Sojoez 29 wordt gelanceerd met bemanning commandant Vladimir Kovaljonok en boordwerktuigkundige Aleksandr Ivantsjenkov voor een missie naar het Saljoet 6 ruimtestation.[3]
  - 2009 - In Nederland wordt voor het eerst een fossiel van een neanderthaler ontdekt.
  - 2011 - Lancering door Iran met een in het land zelf gebouwde Safir raket van de Rasad 1 (Farsi voor Observatie 1) satelliet.[4]

## Geboren

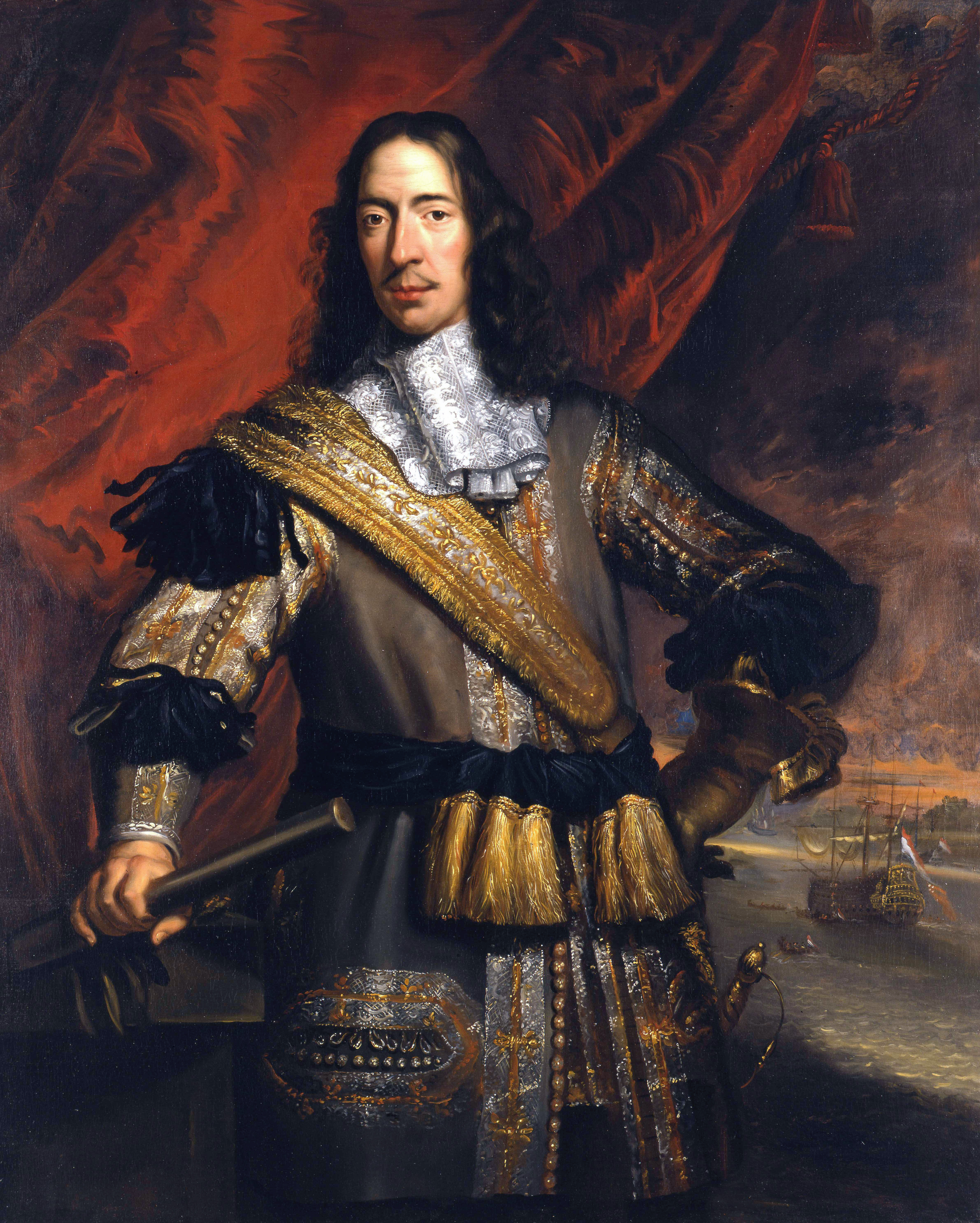
Cornelis de Witt
geboren in 1623

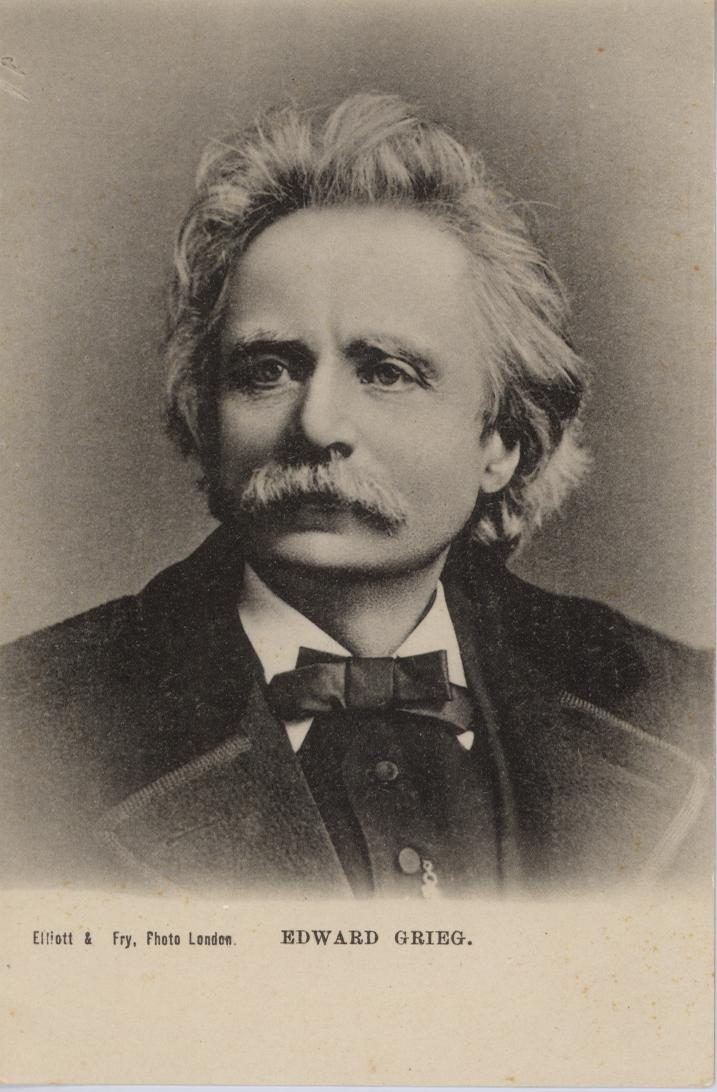
Edvard Grieg
geboren in 1843

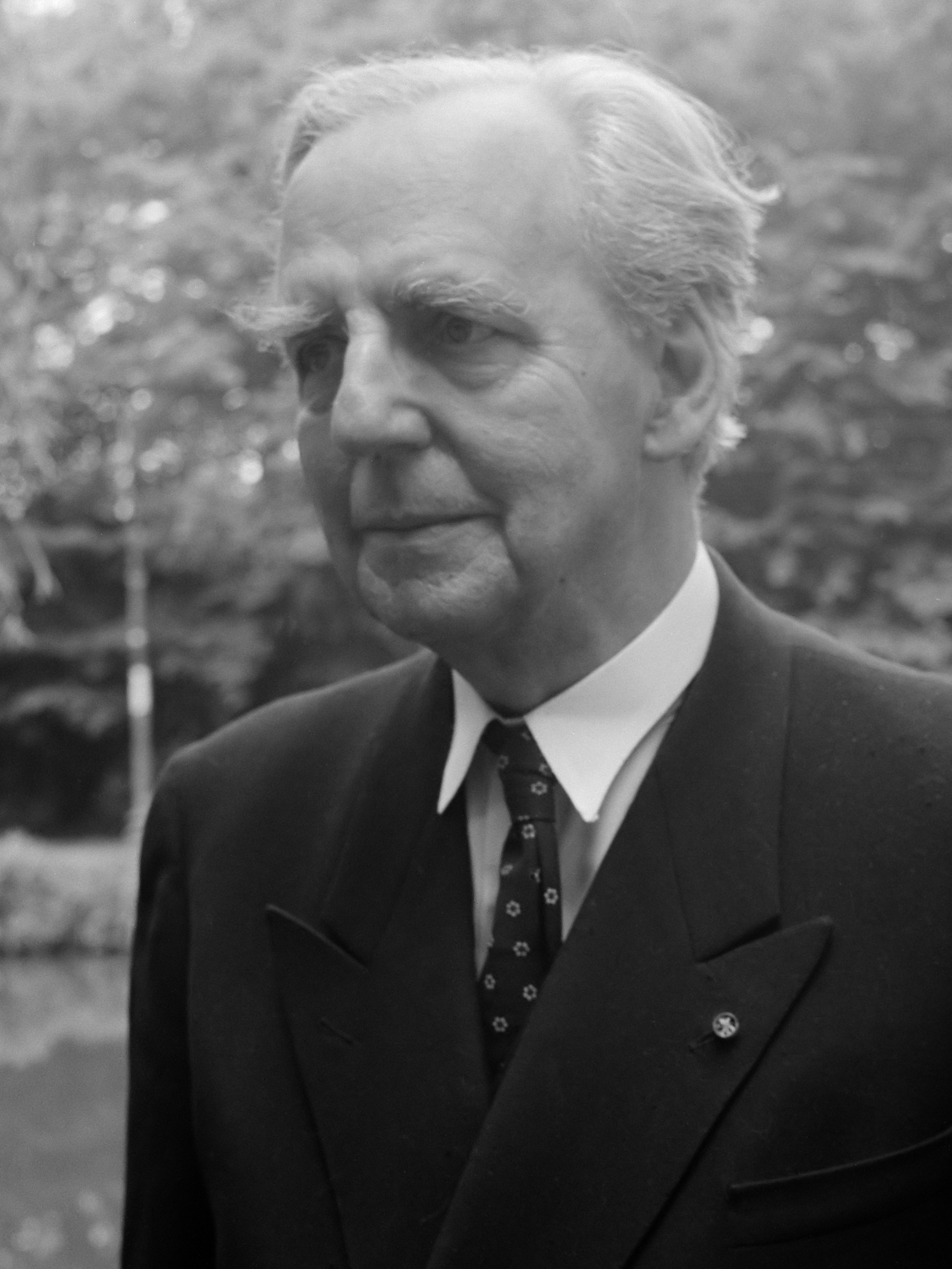
Eduard Verkade
geboren in 1878

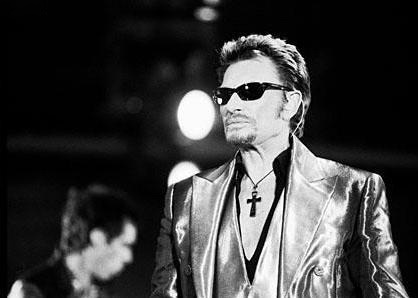
Johnny Hallyday
geboren in 1943

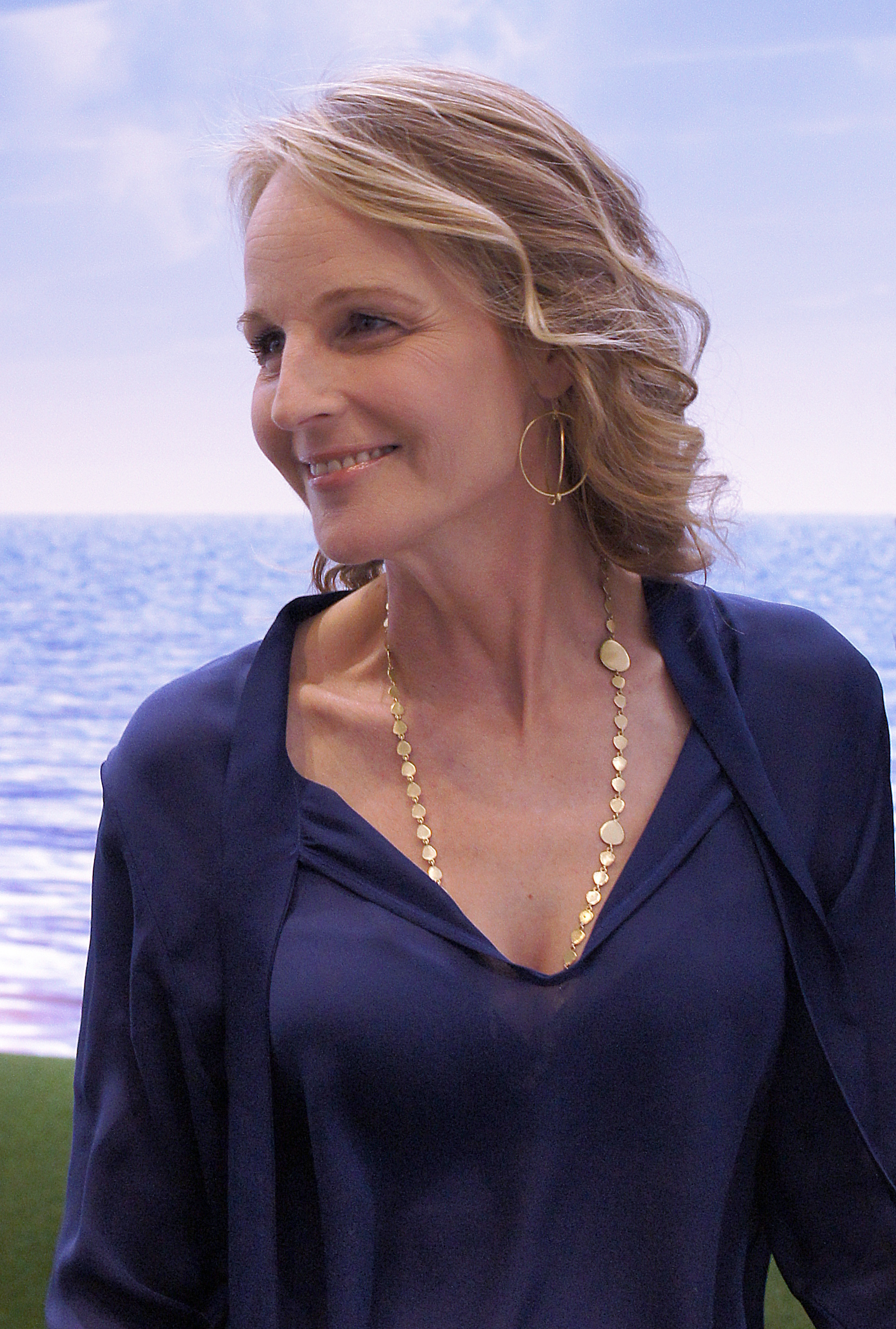
Helen Hunt
geboren in 1963

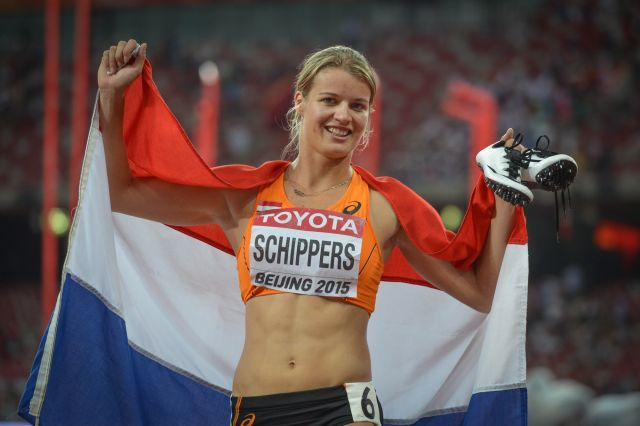
Dafne Schippers
geboren in 1992

- 1330 - Eduard de Zwarte Prins, zoon van Eduard III van Engeland (overleden 1376)
- 1623 - Cornelis de Witt, Nederlands politicus (overleden 1672)
- 1843 - Edvard Grieg, Noors componist (overleden 1907)
- 1856 - Franz Roubaud, Russisch kunstschilder (overleden 1928)
- 1865 - Paul Gilson, Belgisch componist (overleden 1942)
- 1866 - Charles Wood, Iers componist (overleden 1926)
- 1878 - Margaret Abbott, Amerikaans golfer (overleden 1955)
- 1878 - Eduard Verkade, Nederlands acteur en regisseur (overleden 1961)
- 1882 - Ion Antonescu, Roemeens maarschalk en fascistisch politicus (overleden 1946)
- 1883 - Henri Delaunay, Frans voetballer, scheidsrechter en sportbestuurder (overleden 1955)
- 1886 - Frank Clement, Brits autocoureur (overleden 1970)
- 1888 - Maria Dermoût, Nederlands-Indisch schrijfster (overleden 1962)
- 1889 - Hans-Jürgen Stumpff, Duits generaal (overleden 1968)
- 1894 - Trygve Gulbranssen, Noors schrijver (overleden 1962)
- 1902 - Erik Erikson, Duits psycholoog (overleden 1994)
- 1906 - Léon Degrelle, Belgisch fascistisch politicus (overleden 1994)
- 1906 - Johan te Slaa, Nederlands acteur (overleden 1980)
- 1906 - Eivar Widlund, Zweeds voetballer (overleden 1968)
- 1910 - David Rose, Amerikaans componist, arrangeur, songwriter, pianist en orkestleider (overleden 1990)
- 1914 - Joeri Andropov, Russisch partijleider van de Sovjet-Unie (overleden 1984)
- 1914 - Bibeb, Nederlands journaliste (overleden 2010)
- 1916 - Susanne von Almassy, Oostenrijks actrice (overleden 2009)
- 1916 - Gene Force, Amerikaans autocoureur (overleden 1983)
- 1916 - Francis Lopez, Frans componist (overleden 1995)
- 1916 - Herbert Simon, Amerikaans wiskundige (overleden 2001)
- 1917 - John Fenn, Amerikaans scheikundige en Nobelprijswinnaar (overleden 2010)
- 1918 - Mohamad Ali Dimaporo, Filipijns politicus (overleden 2004)
- 1918 - François Tombalbaye, Tsjadisch president (overleden 1975)
- 1920 - Keith Andrews, Amerikaans autocoureur (overleden 1957)
- 1921 - Erroll Garner, Amerikaans jazzpianist en componist (overleden 1977)
- 1921 - Edward Teirlinck, Belgisch organist (overleden 1971)
- 1922 - Jaki Byard, Amerikaans jazzmuzikant en componist (overleden 1999)
- 1923 - Ninian Stephen, Australisch jurist/politicus (overleden 2017)
- 1924 - Rosa Merckx, Belgisch brouwmeester en ondernemer (overleden 2023)
- 1926 - Carlyle Guimarães Cardoso (Carlyle), Braziliaans voetballer (overleden 1982)
- 1927 - Gart Westerhout, Nederlands-Amerikaans astronoom (overleden 2012)
- 1930 - Gerrit Hensens, Nederlands burgemeester (overleden 2022)
- 1932 - Asnoldo Devonish, Venezolaans atleet (overleden 1997)
- 1932 - Huib van Walsum, Nederlands burgemeester
- 1933 - Sergio Endrigo, Kroatisch-Italiaans zanger en liedjesschrijver (overleden 2005)
- 1933 - Thomas Lenk, Duits beeldhouwer (overleden 2014)
- 1933 - Fouad Mebazaa, Tunesisch politicus (overleden 2025)
- 1933 - Paul Wolfisberg, Zwitsers voetballer en voetbalcoach (overleden 2020)
- 1935 - Doug Crane, Amerikaans animator, striptekenaar en docent (overleden 2020)
- 1936 - Claude Brasseur, Frans acteur (overleden 2020)
- 1936 - William Joseph Levada, Amerikaans curiekardinaal (overleden 2019)
- 1937 - Waylon Jennings, Amerikaans zanger (overleden 2002)
- 1938 - Jaime Ongpin, Filipijns zakenman en minister (overleden 1987)
- 1938 - Tony Oxley, Brits jazzdrummer (overleden 2023)
- 1940 - Ken Fletcher, Australisch tennisser (overleden 2006)
- 1940 - Teruyuki Noda, Japans componist en muziekpedagoog (overleden 2022)
- 1940 - Mosje Temming, Nederlands voetballer (overleden 2008)
- 1941 - Hagen Kleinert, Duits natuurkundige
- 1941 - Rob van Kreeveld, Nederlands pianist en componist (overleden 2023)
- 1941 - Harry Nilsson, Amerikaans zanger en liedjesschrijver (overleden 1994)
- 1942 - Herman Berkien, Nederlands cabaretier (overleden 2005)
- 1942 - Peter Norman, Australisch atleet (overleden 2006)
- 1943 - Johnny Hallyday, Frans acteur en zanger (overleden 2017)
- 1943 - Truus Hennipman, Nederlands atlete (overleden 2024)
- 1943 - Xaviera Hollander (Vera de Vries), Nederlands zakenvrouw
- 1945 - Miriam Defensor-Santiago, Filipijns rechter en politicus (overleden 2016)
- 1945 - Nicola Pagett, Brits actrice (overleden 2021)
- 1945 - Robert Sarah, Guinees kardinaal
- 1945 - Amos Sawyer, Liberiaans politicus en academicus (overleden 2022)
- 1946 - Pierluigi Conforti, Italiaans motorcoureur
- 1946 - Demis Roussos, Grieks zanger (overleden 2015)
- 1947 - Alain Aspect, Frans natuurkundige
- 1948 - Paul Michiels, Belgisch zanger
- 1948 - Jan Vranken, Nederlands jurist (overleden 2025)
- 1948 - Pierre Warin, Belgisch bisschop
- 1949 - Jim Varney, Amerikaans acteur (overleden 2000)
- 1951 - Álvaro Colom, Guatemalteeks politicus (overleden 2023)
- 1951 - Johan Remkes, Nederlands politicus
- 1951 - Jaffe Vink, Nederlands filosoof en publicist
- 1952 - Dirceu José Guimarães, Braziliaans voetballer (overleden 1995)
- 1953 - Hans De Munter, Belgisch acteur
- 1953 - Slavoljub Muslin, Frans-Servisch voetballer en voetbaltrainer
- 1954 - Zdeňka Šilhavá, Tsjechoslowaaks/Tsjechisch atlete
- 1954 - Beverley Whitfield, Australisch zwemster (overleden 1996)
- 1955 - Peter van Uhm, Nederlands generaal
- 1956 - Linda Haglund, Zweeds atlete (overleden 2015)
- 1957 - Dominique Deruddere, Belgisch cineast
- 1957 - Jill Mansell, Brits schrijfster[5]
- 1958 - Anita Groener, Nederlands beeldend kunstenares
- 1960 - Marieke van Doorn, Nederlands hockeyster
- 1961 - Rinie van den Elzen, Nederlands stemacteur
- 1961 - Paul Hanvidge, Schots darter
- 1962 - Hugo Borst, Nederlands (sport)journalist
- 1962 - Martin Earley, Iers wielrenner
- 1962 - Andrea Rost, Hongaars sopraan
- 1963 - Allan Caidic, Filipijns basketballer
- 1963 - Helen Hunt, Amerikaans actrice
- 1963 - Opiyo Okach, Keniaans danser en choreograaf
- 1963 - Igor Paklin, Sovjet-Russisch/Kirgizisch atleet
- 1964 - Courteney Cox, Amerikaans actrice
- 1964 - Michael Laudrup, Deens voetballer en voetbalcoach
- 1965 - Annelies Bredael, Belgisch roeister
- 1965 - Mark Farrington, Engels voetballer
- 1965 - Jolanda Slenter, Nederlands paralympisch sportster
- 1965 - Sonia Van Renterghem, Belgisch atlete
- 1966 - Idalis DeLeon, Amerikaans actrice, zangeres en vj
- 1966 - Alain Gouaméné, Ivoriaans voetballer en voetbalcoach
- 1966 - Syb van der Ploeg, Nederlands zanger
- 1968 - Károly Güttler, Hongaars zwemmer
- 1969 - Ice Cube, Amerikaans rapper en acteur
- 1969 - Oliver Kahn, Duits voetbalkeeper
- 1970 - Pepijn Aardewijn, Nederlands roeier
- 1970 - Cécile Narinx, Nederlands journaliste
- 1971 - José Luis Arrieta, Spaans wielrenner
- 1971 - Edwin Brienen, Nederlands regisseur
- 1972 - Marcus Hahnemann, Amerikaans voetballer
- 1973 - Frode Elsness, Noors schaker
- 1973 - Tore André Flo, Noors voetballer
- 1973 - Neil Patrick Harris, Amerikaans acteur
- 1974 - Marzio Bruseghin, Italiaans wielrenner
- 1976 - Julia Martisova, Russisch wielrenster
- 1976 - Jacob Gram Nielsen, Deens wielrenner
- 1976 - Wilson Onsare, Keniaans atleet
- 1976 - Russell Van Hout, Australisch wielrenner
- 1978 - Wilfred Bouma, Nederlands voetballer
- 1978 - Rohullah Nikpai, Afghaans taekwondoka
- 1978 - Erik van Vreumingen, Nederlands atleet
- 1979 - Joelija Nestsjarenka, Wit-Russisch atlete
- 1979 - Peter Nowill, Australisch atleet
- 1980 - Chris Lai Lok-Yi, Hongkongs acteur
- 1980 - Iker Romero, Spaans handballer
- 1981 - Jhonny Baldeón, Ecuadoraans voetballer
- 1981 - René Peters, Luxemburgs voetballer
- 1981 - Emma Snowsill, Australisch triatlete
- 1982 - Lander Aperribay, Spaans wielrenner
- 1984 - Stanley Leleito, Keniaans atleet
- 1985 - Pascal Redeker, Nederlands zanger
- 1986 - Aleksandr Aresjtsjenko, Oekraïens schaker
- 1986 - Stefan de Die, Nederlands zwemmer
- 1987 - Berry Schepers, Nederlands voetballer (overleden 2011)
- 1988 - Paulus Arajuuri, Fins voetballer
- 1988 - Christiaan Bax, Nederlands voetbalscheidsrechter
- 1988 - Donny Gorter, Nederlands voetballer
- 1988 - Jennie Johansson, Zweeds zwemster
- 1989 - Víctor Cabedo, Spaans wielrenner (overleden 2012)
- 1989 - Bryan Clauson, Amerikaans autocoureur (overleden 2016)
- 1989 - Kai van Hese, Nederlands voetballer
- 1989 - Teddy Tamgho, Frans atleet
- 1990 - Martin Hansen, Deens voetballer
- 1990 - Josef Král, Tsjechisch autocoureur
- 1991 - Andrea Barlesi, Belgisch autocoureur
- 1991 - Noël van 't End, Nederlands judoka
- 1992 - Warner Hahn, Nederlands voetballer
- 1992 - Bardo Ellens, youtuber
- 1992 - Mohamed Salah, Egyptisch voetballer
- 1992 - Dafne Schippers, Nederlands atlete
- 1992 - Suzan Stortelder, Nederlands zangeres
- 1992 - Marielle Thompson, Canadees freestyleskiester
- 1993 - Carolina Marín, Spaans badmintonster
- 1994 - Vincent Janssen, Nederlands voetballer
- 1994 - Brandon McBride, Canadees atleet
- 1994 - Yussuf Poulsen, Deens voetballer
- 1994 - Iñaki Williams, Spaans voetballer
- 1995 - Emmanuel Korir, Keniaans atleet
- 1995 - Tsegaye Mekonnen, Ethiopisch atleet
- 1996 - Aurora Aksnes, Noors zangeres en tekstdichter
- 1997 - Albert Guðmundsson, IJslands voetballer
- 1997 - Andrea Vergani, Italiaans zwemmer
- 1998 - Koen van Heest, Nederlands YouTuber
- 1998 - Kinzang Lhamo, Bhutanees marathonloper
- 1998 - Hachim Mastour, Marokkaans-Italiaans voetballer
- 1998 - Aleksandr Samarin, Russisch kunstschaatser
- 1998 - Filippo Tortu, Italiaans atleet
- 1998 - Marije Zuurveld, Nederlands YouTuber
- 1999 - Awa Bamogo, Burkinees wielrenner
- 1999 - Liandra Sadzo, Belgisch actrice
- 2000 - Joris Delbove, Frans wielrenner
- 2000 - Jérémie Makiese, Belgisch zanger en voetballer
- 2000 - Victor Steeman, Nederlands motorcoureur (overleden 2022)
- 2000 - Lukas Tulovic, Duits motorcoureur
- 2003 - Pablo Barrios, Spaans voetballer
- 2009 - Jett Klyne, Amerikaans kindacteur

## Overleden

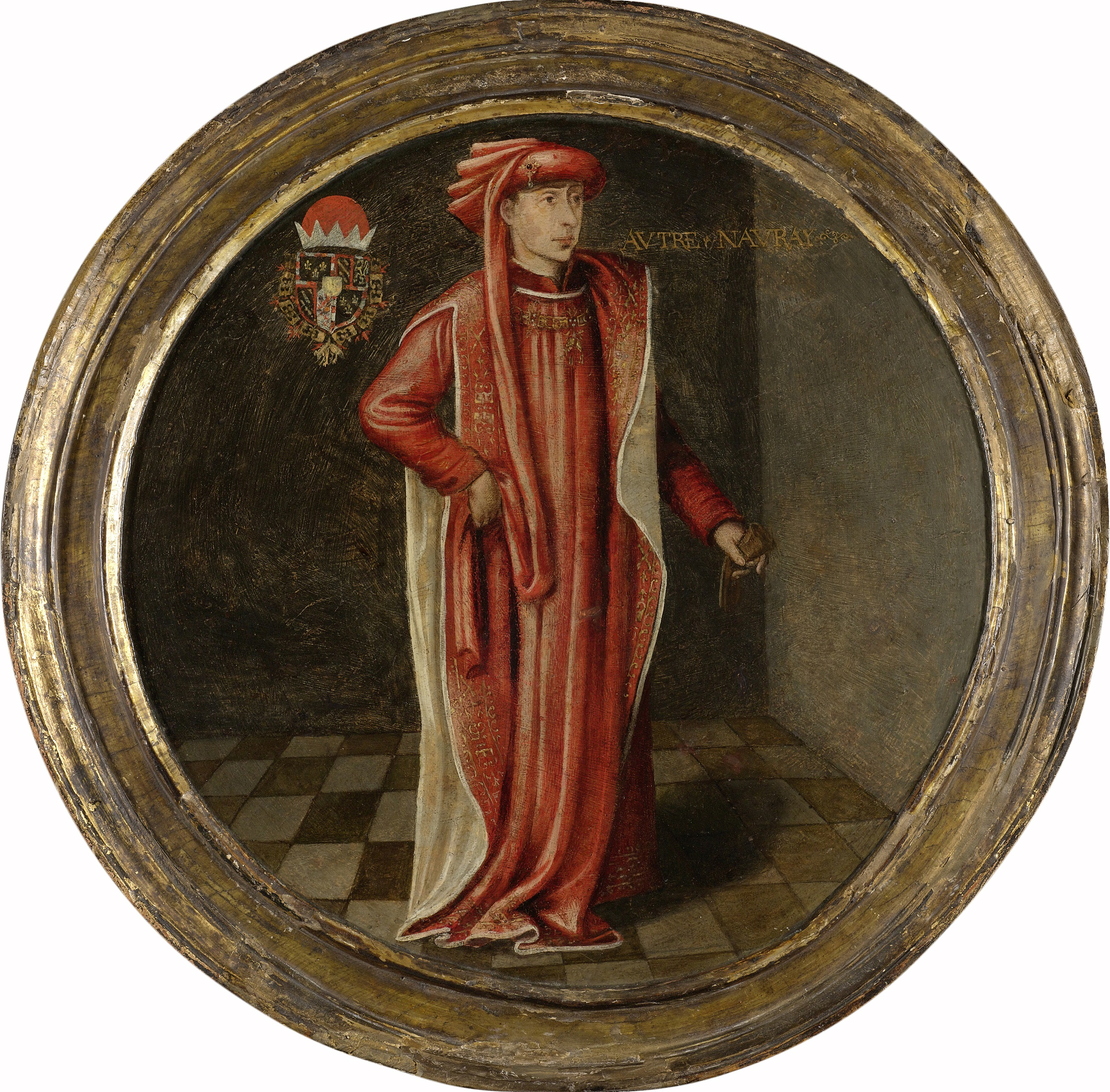
Filips de Goede
overleden in 1467

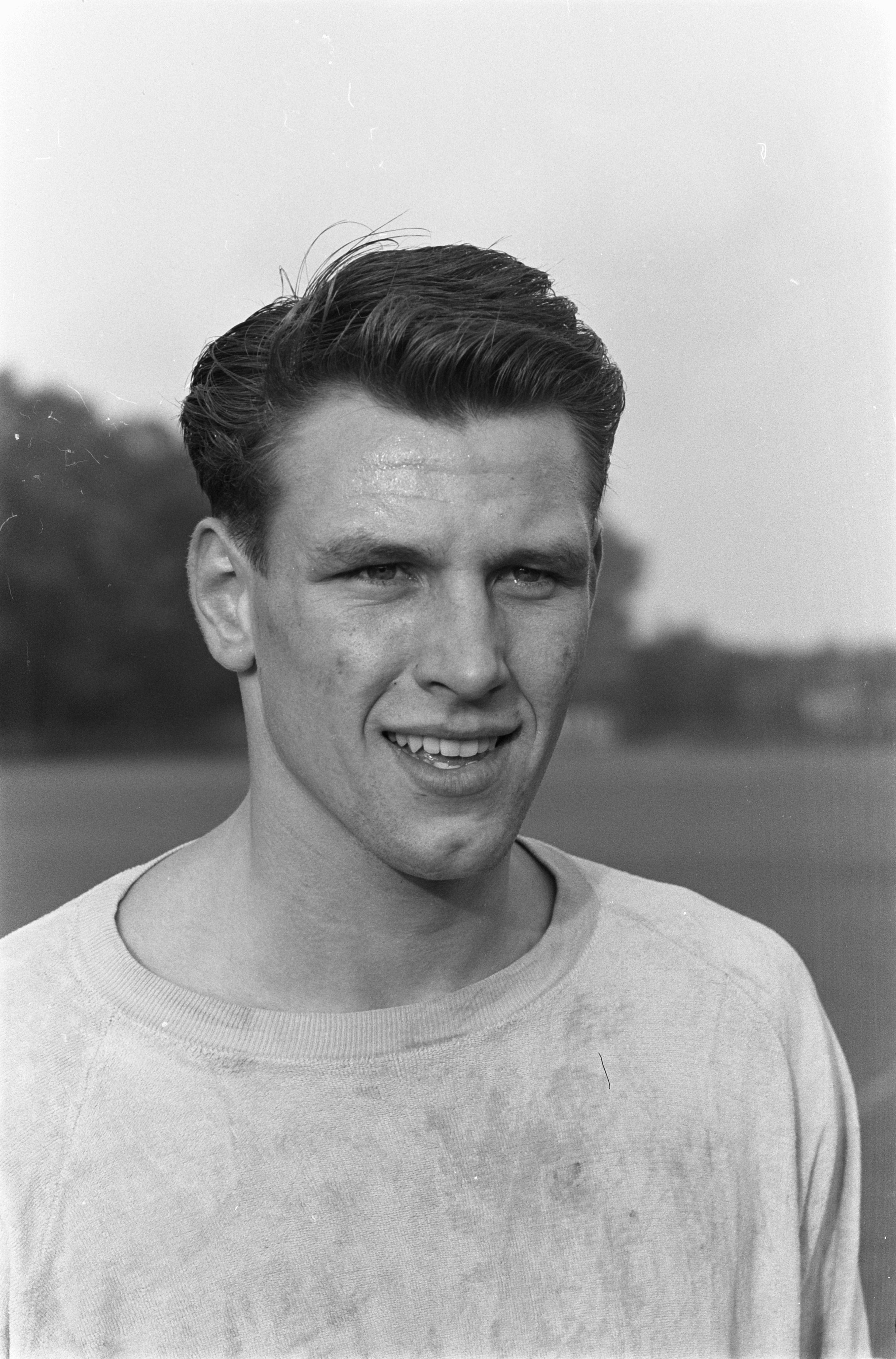
Tonny van Leeuwen
overleden in 1971

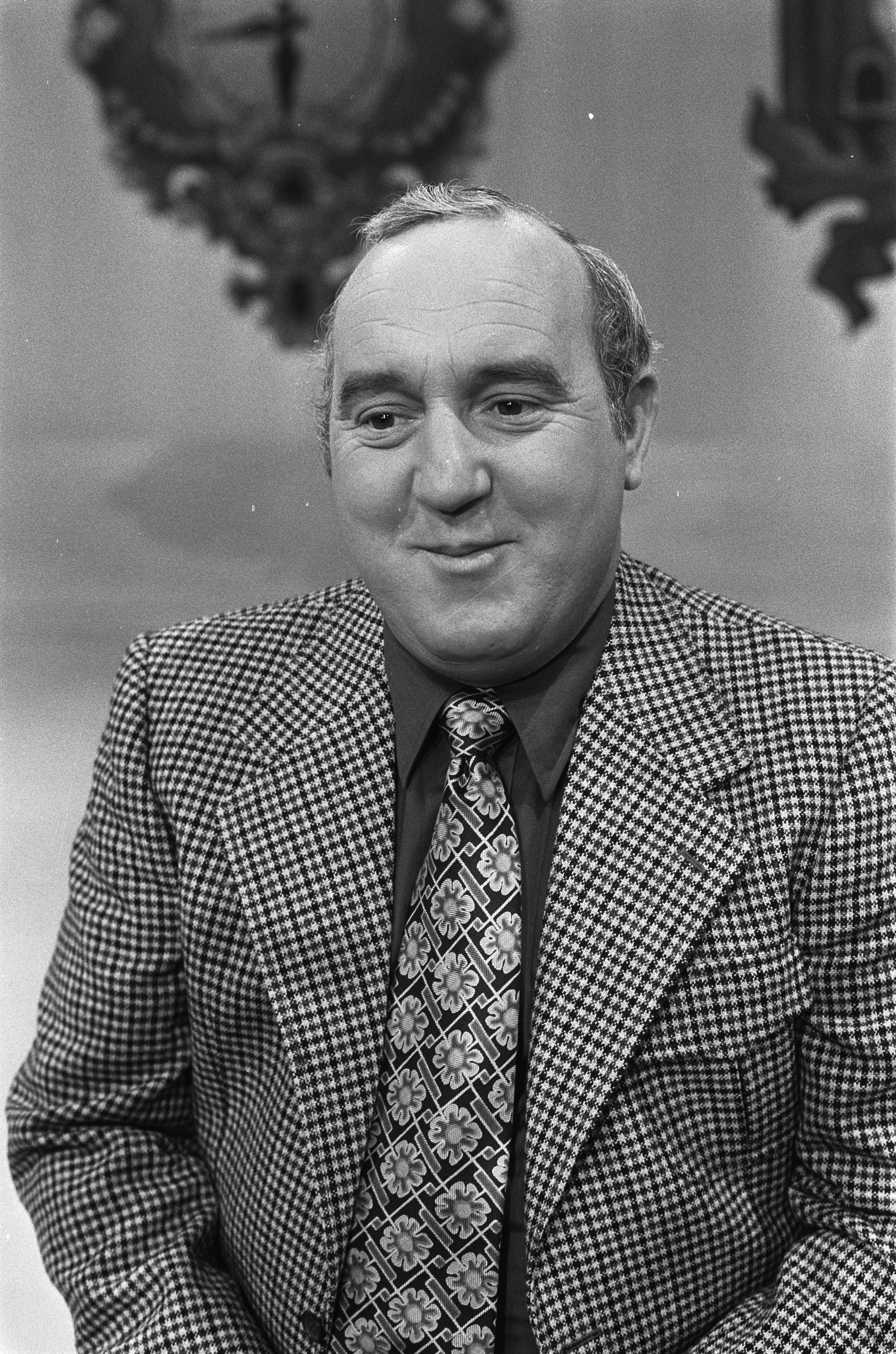
Piet Bambergen
overleden in 1996

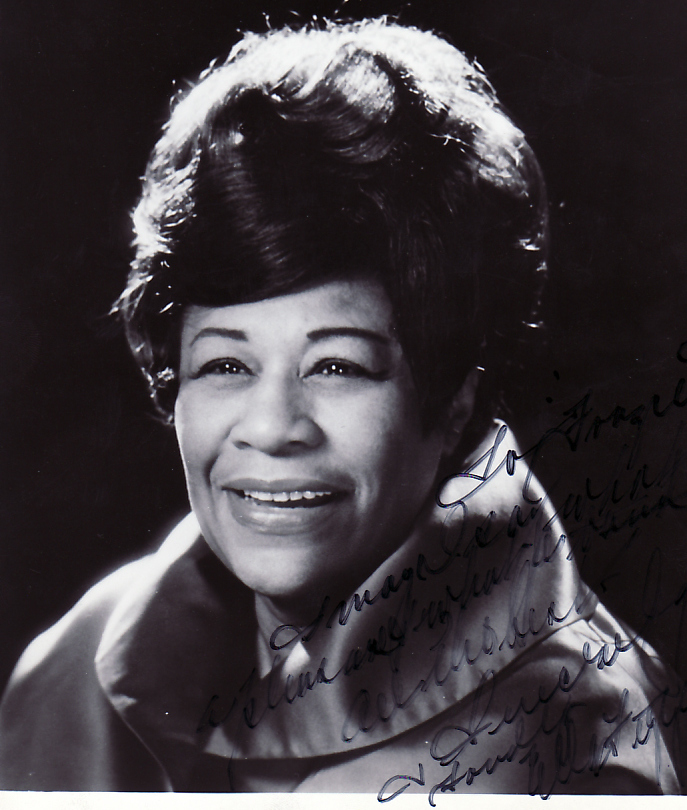
Ella Fitzgerald
overleden in 1996

- 1246 - Frederik II van Oostenrijk (35), hertog van Oostenrijk en Stiermarken
- 1381 - Wat Tyler (40), leider van de Engelse boerenopstand in 1381
- 1467 - Filips de Goede (70), hertog van Bourgondië
- 1505 - Ercole I d'Este (73), hertog van Ferrara, Modena en Reggio
- 1674 - Mauritia Eleonora van Portugal (65), prinses van Nassau-Siegen, geboren prinses van Portugal
- 1772 - Louis-Claude d'Aquin (77), Frans componist
- 1849 - James Polk (53), elfde president van de Verenigde Staten
- 1858 - Ary Scheffer (63), Nederlands-Frans kunstschilder
- 1888 - Frederik III van Pruisen (56), keizer van het Duitse Keizerrijk
- 1905 - Carl Wernicke (57), Duits anatomist en taalwetenschapper
- 1914 - Lodewijk Thomson (45), Nederlands militair en politicus
- 1938 - Ernst Ludwig Kirchner (58), Duits kunstschilder
- 1940 - Victor De Lille (76), Belgisch journalist, schrijver, politicus, drukker en uitgever
- 1958 - Frans de Vries (74), Nederlands econoom en eerste voorzitter van de Sociaal-Economische Raad
- 1959 - Hendrik van den Broek (58), Nederlands journalist
- 1961 - Giulio Cabianca (38), Italiaans autocoureur
- 1968 - Wes Montgomery (45), Amerikaans jazzgitarist
- 1971 - Tonny van Leeuwen (28), Nederlands voetbaldoelman
- 1978 - Anton Roosjen (83), Nederlands politicus
- 1979 - Werner Kaegi (78), Zwitsers geschiedkundige
- 1980 - Sergio Pignedoli (70), Italiaans curiekardinaal
- 1982 - Lena Michaëlis (76), Nederlands atlete
- 1982 - Art Pepper (56), Amerikaans jazz-altsaxofonist
- 1985 - Andy Stanfield (57), Amerikaans atleet
- 1986 - Anton Leo de Block (84), Nederlands jurist
- 1992 - Jean Aerts (84), Belgisch wielrenner
- 1992 - Leo Halle (86), Nederlands doelverdediger
- 1993 - James Hunt (45), Brits autocoureur
- 1996 - Piet Bambergen (65), Nederlands komiek en acteur
- 1996 - Ella Fitzgerald (79), Amerikaans jazzzangeres
- 1996 - Raymond Salles (75), Frans roeier
- 1998 - Anton van Wilderode (79), Belgisch dichter
- 2000 - Alfred Vreven (63), Belgisch politicus
- 2002 - Said Belqola (45), Marokkaans voetbalscheidsrechter
- 2004 - Denise Zimmerman (61), Belgisch actrice
- 2006 - Betty Curtis (70), Italiaans zangeres
- 2006 - Raymond Devos (83), Belgisch cabaretier, komiek en schrijver
- 2006 - Lomme Driessens (94), Belgisch wielrenner en ploegleider
- 2006 - Gees Linnebank (61), Nederlands acteur, toneelregisseur en -schrijver
- 2007 - Piet Reckman (78), Nederlands politiek activist
- 2008 - Stan Winston (62), Amerikaans special-effects- en make-up artiest
- 2010 - Charles Hickcox (63), Amerikaans zwemmer
- 2010 - Heidi Kabel (95), Duits actrice en volkszangeres
- 2013 - Heinz Flohe (65), Duits voetballer
- 2013 - José Froilán González (90), Argentijns autocoureur
- 2013 - Jelena Ivasjtsjenko (28), Russisch judoka
- 2013 - Kenneth Wilson (77), Amerikaans theoretisch natuurkundige en Nobelprijswinnaar
- 2014 - Daniel Keyes (86), Amerikaans schrijver
- 2014 - Piet Oellibrandt (78), Belgisch wielrenner
- 2015 - Wilfried David (69), Belgisch wielrenner
- 2015 - Kirk Kerkorian (98), Amerikaans filantroop
- 2015 - Jean-Pierre Paumen (58), Belgisch atleet
- 2016 - Giuseppe Spagnulo (80), Italiaans beeldhouwer
- 2017 - Jan Kikkert (86), Nederlands historicus
- 2017 - Harry Prime (97), Amerikaans big-band zanger
- 2017 - Olbram Zoubek (91), Tsjechisch beeldhouwer
- 2019 - Wilhelm Holzbauer (88), Oostenrijks architect
- 2019 - Franco Zeffirelli (96), Italiaans filmregisseur
- 2020 - Mário José dos Reis Emiliano (63), Braziliaans voetballer en trainer
- 2021 - Dirk Bracke (68), Belgisch schrijver
- 2021 - William vanden Heuvel (91), Amerikaans advocaat
- 2021 - Vladimir Sjatalov (93), Russisch kosmonaut
- 2021 - Edouard Szostak (82), Belgisch atleet
- 2022 - Jan Klijnjan (77), Nederlands voetballer
- 2023 - Glenda Jackson (87), Brits actrice en politica
- 2023 - Donald Triplett (89), Amerikaans burger en eerste persoon ooit gediagnosticeerd met autisme
- 2024 - Kevin Campbell (54), Engels voetballer
- 2024 - Arie van Gemert (95), Nederlands voetbalscheidsrechter
- 2024 - Matija Šarkić (26), Montenegrijns-Engels voetballer
- 2024 - Freddy Willockx (76), Belgisch politicus
- 2025 - Guillaume Bijl (79), Belgisch beeldhouwer en installatiekunstenaar

## Viering/herdenking
- Rooms-Katholieke kalender:
  - Heilige Abraham van Clermont († c. 480)
  - Heilige Vitus (van Sicilië) († c. 304)
  - Heilige Landelinus van Crespin († 686) (gedachtenis (in Bisdom Doornik)
  - Heilige Germaine Cousin (van Pibrac) († 1601) gedachtenis (in aartsbisdom Toulouse)
  - Heilige Edburga van Winchester († 960)
  - Heilige Bernardus van Menton († 1081)
  - Heilige Amos († c. 750 v.Chr.)

## Weerextremen

### Nederland
| | Officiële records | Officiële records | Officiële records |      | Landelijke records | Landelijke records | Landelijke records          |
| Gebeurtenis | Jaar              | Extreem           | Locatie           | Jaar | Extreem            | Locatie            |                             |
| --- | ----------------- | ----------------- | ----------------- | ---- | ------------------ | ------------------ | --------------------------- |
| Laagste etmaalgemiddelde temperatuur (°C) | 1971              | 9,1               | De Bilt           |      | 1923               | 8,4                | Eelde                       |
| Hoogste etmaalgemiddelde temperatuur (°C) | 1957              | 22,3              | De Bilt           |      | 2017               | 22,6               | Maastricht                  |
| Laagste minimumtemperatuur (°C) | 1961              | 2,1               | De Bilt           |      | 1996               | 1,3                | Twenthe                     |
| Hoogste minimumtemperatuur (°C) | 2007              | 16,0              | De Bilt           |      | 2017               | 17,5               | Vlissingen                  |
| Laagste maximumtemperatuur (°C) | 1971              | 9,9               | De Bilt           |      | 1971               | 9,5                | Soesterberg                 |
| Hoogste maximumtemperatuur (°C) | 1957              | 28,3              | De Bilt           |      | 2017               | 30,6               | Arcen                       |
| Hoogste uurgemiddelde windsnelheid (m/s) | 1912              | 11,3              | De Bilt           |      | 1991 2013          | 19,0 19,0          | IJmuiden Houtribdijk        |
| Hoogste windstoot (m/s) | 1956, 1991        | 17,0              | De Bilt           |      | 2013               | 27,0               | Houtribdijk                 |
| Langste zonneschijnduur (uur) | 1957              | 15,4              | De Bilt           |      | 2023               | 15,7               | De Kooy, Hoorn Terschelling |
| Langste neerslagduur (uur) | 1971              | 15,1              | De Bilt           |      | 1971               | 15,1               | De Bilt                     |
| Hoogste etmaalsom van de neerslag (mm) | 1975              | 22,7              | De Bilt           |      | 2016               | 39,7               | Lauwersoog                  |
| Laagste etmaalgemiddelde relatieve vochtigheid (%) | 1920              | 44                | De Bilt           |      | 1920               | 44                 | De Bilt                     |
| Laagste uurwaarde luchtdruk op zeeniveau (hPa) | 2016              | 997,4             | De Bilt           |      | 1991               | 996,4              | Leeuwarden                  |
| Hoogste uurwaarde luchtdruk op zeeniveau (hPa) | 1973              | 1032,5            | De Bilt           |      | 1973               | 1032,8             | Vlissingen                  |
| Officiële records worden altijd gemeten op het KNMI-weerstation in De Bilt. Landelijke records kunnen worden gemeten op elk officieel KNMI-weerstation in Nederland. |                   |                   |                   |      |                    |                    |                             |

Uitzonderlijke gebeurtenissen
- 2023 - Landelijk langste zonneschijnduur in uren van het jaar gemeten in De Kooy en Hoorn Terschelling: 15,7 (voorlopig). Samen met 14, 16 en 25 juni
- 2023 - Landelijk langste zonneschijnduur in uren van juni dit jaar gemeten in De Kooy en Hoorn Terschelling: 15,7. Samen met 14, 16 en 25 juni

### België
Dagrecords
- 1882 - Laagste etmaalgemiddelde temperatuur 9,5 °C
- 1858 - Hoogste etmaalgemiddelde temperatuur 26,2 °C
- 1923 - Laagste minimumtemperatuur 4,2 °C
- 1858 - Hoogste maximumtemperatuur 32,5 °C
- 1896 - Hoogste etmaalsom van de neerslag 33,4 mm

Uitzonderlijke gebeurtenissen
- 1904 - Tornado treft de streek van Virton en veroorzaakt belangrijke schade.
- 1998 - 72 mm neerslag in Rillaar (Aarschot).

<< · 1 · 2 · 3 · 4 · 5 · 6 · 7 · 8 · 9 · 10 · 11 · 12 · 13 · 14 · 15 · 16 · 17 · 18 · 19 · 20 · 21 · 22 · 23 · 24 · 25 · 26 · 27 · 28 · 29 · 30 · >>